# Historia del Cáucaso

## Prehistoria

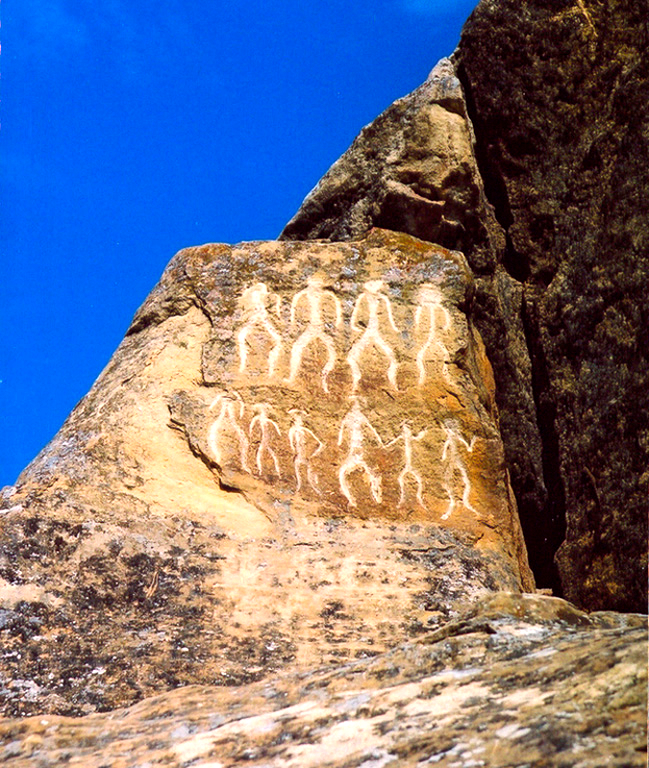
Grabados rupestres en Gobustán que se remontan al año 10000 a. C.

La región del Cáucaso ha estado habitada desde hace milenios, como lo muestra el "hombre de Dmanisi" (Homo georgicus de hace 1,8-1,6 millones de años) posible homo ergaster. Más tarde, los neandertales habitaron la región (Cueva de Ajshtir, Cueva de Mezmáiskaya). 
Es posible que el sur del Cáucaso fuera también una de las primeras zonas en conocer la revolución neolítica. Aun así, la primera cultura neolítica documentada es la de Shulaveri-Shomu en el sur de Caucasia en los años 6000 a 4000 a. C., neolítica tardía; seguida por la cultura Kurá-Araxes entre el 4000 y el 2200 a. C., y por la de Trialeti del 2200 al 1500 a. C., en las que ya aparece el bronce.

Cultura de Maykop

Entre tanto, al norte del Cáucaso se desarrolla, hacia los años 3500-2500, la cultura de Maykop desde la península de Tamán a Majachkalá, con «tumbas de príncipes» que albergan cerámica, objetos de bronce y joyas.
Aquellas culturas no estaban aisladas, pues existía un comercio de objetos que llevaban el estaño del Cáucaso hasta la Troya II hacia el 2300 a. C., la obsidiana del sur del Cáucaso hasta Fars hacia el 2000 a. C., o el bronce arsenicado de la cultura Kura-Araxes hasta Canaán.
Se piensa que una sequía a finales del II milenio a. C. e inicios del I impulsó la expansión de los indoeuropeos por las regiones situadas al norte y al sur de Caucasia, y la aparición en Caucasia de pueblos fortificados en la cultura de Koban (centro-norte del Cáucaso ) y en la de Metsamor (en Armenia). Hacia el 1500 a. C. se extiende el pastoreo nómada a caballo por las estepas del sur de Rusia y Asia central.
Hacia el 1200 a. C. invasiones (que incluyen a frigios posiblemente emparentados con los armenios) destruyen el reino hitita de Asia Menor propiciando la difusión de la siderurgia, que los hititas conocían, y que llega a la Iberia caucásica a comienzos del 1º milenio; aunque la Edad del Hierro tardará hasta los siglos VII-V a. C. en difundirse por el norte del Cáucaso.

## Edad Antigua

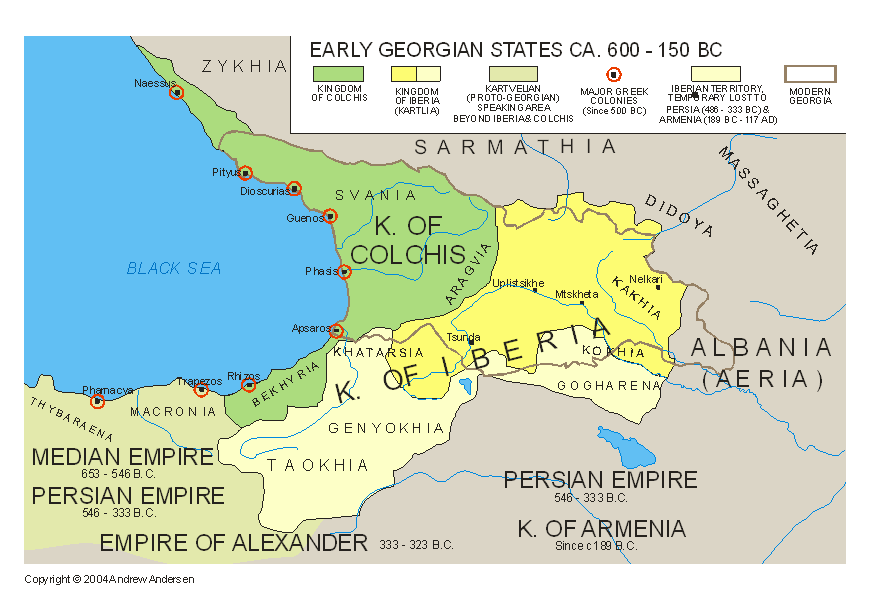
Reinos de Cólquida (verde) e Iberia (amarillo) 600-150 a. C.

A comienzos del primer milenio a. C. se desarrolla la cultura de Colchis en Cólquida, urbana y con dominio en la fundición de metales; se forma un estado que se extiende hacia el sur absorbiendo parcialmente hacia el 750 a. C. a Diaoji (hacia los ríos Çoruh y alto Éufrates). En su expansión choca con otro reino, Urartu, que desde la alta Mesopotamia se expande en el siglo VII a. C. hacia el Cáucaso fundando ciudades como Erebuni (la actual Ereván).

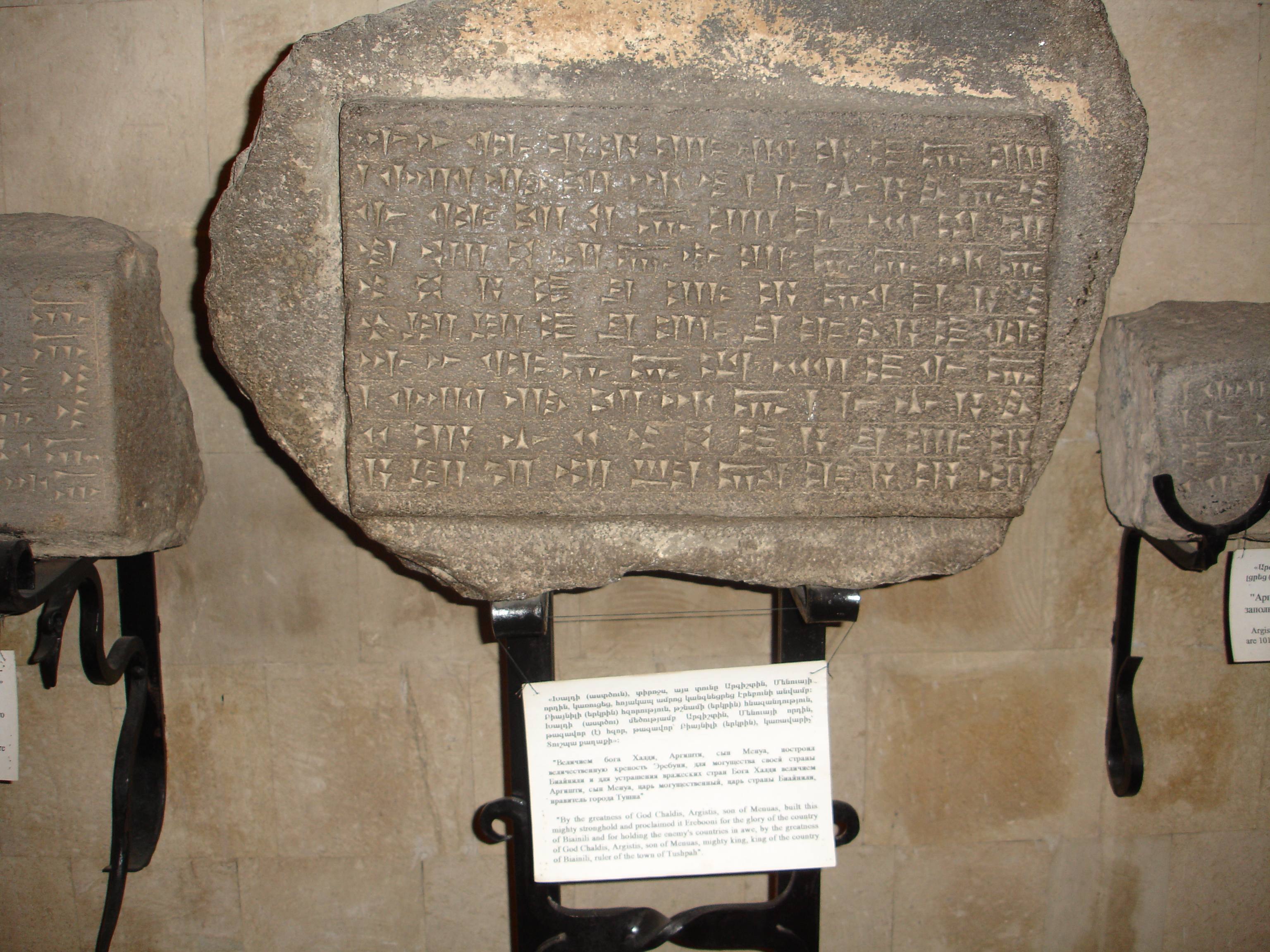
Tablilla cuneiforme recordando la fundación de Erebuni (actual Eriván) por el rey de Urartu Argishti I.

Entre tanto más al norte de Caucasia, unos iranios nómadas, los escitas, derrotan a los cimerios, obligándoles a atravesar el Cáucaso hacia Asia menor hacia el 750-740 a. C. Cólquida y Urartu tienen que hacer frente a los cimerios, y a los escitas que van tras ellos; el resultado es la desintegración de Cólquida hacia el 725 a. C.
Ciáxares rey de los medos expulsa a escitas y cimerios, conquista Urartu en 610 a. C. (con su parte de Caucasia) y otros países del sur del Cáucaso. Poco después, 550 a. C. los persas sustituyen a los medos. Con todos estos movimientos de pueblos se cree que se establecen los armenios en la actual Armenia y zonas vecinas.
En las llanuras del norte del Cáucaso, sur de Rusia y Ucrania dominan los escitas reales, jinetes nómadas iranios que dominan a los agricultores y que en los siglos VII-VI a. C. tienen su centro en la región del Kuban (como el túmulo de Kostromskaya).
Con estos escitas comercian los griegos jonios que, hacia 650-600 a. C., establecen colonias en la costa caucasiana del mar Negro, como Gorgippa (hacia Anapa), Fasis (Poti), ..., intercambiando vino, vasijas y orfebrería griegas por cereales, madera, cuero, metales o esclavos.
En el siglo VI a. C. los escitas son empujados por los sármatas (iranios del Asia central), una de cuyas tribus, los alanos, se establece hacia el Kuban. Cerca, entre la península de Taman y Gelendzhik, nace a fines del siglo VI el estado de Sindika con capital en Sinda (Anapa).

Antiguos países del sur del Cáucaso

En 334-327 Alejandro Magno conquista el Imperio persa, pero el general Atropates tras luchar contra Alejandro al mando de albaneses y sacasenios (de la región de Gandja) se alía con él obteniendo la región que se llamó Atropatene (Azerbaiyán). Muerto Alejandro Magno su imperio se deshace: en Iberia el gobernador puesto por Alejandro Magno es expulsado por los habitantes dirigidos por Farnavace (320 a. C.); en Armenia su sátrapa se independiza del sucesor de Alejandro, Seleuco. Además hay un reino de Albania en la actual república de Azerbaiyán y otro en Cólquida. El reino seléucida trata de hacerse con el antiguo imperio persa pero en las regiones del sur del Cáucaso sólo lo consigue a medias; Antíoco III el Grande conquista Armenia, pero tras ser derrotado por los romanos, uno de sus generales, Artaxes, se hace independiente (189-159 a. C.) aunque reconociendo la superioridad seléucida.
Un pueblo iranio, los partos, se extiende desde el sureste del mar Caspio conquistando Irán e Irak (141 a. C.) a los seléucidas y se impone en el sur del Cáucaso; pero en 87 a. C., aprovechando un conflicto sucesorio de los partos, Tigranes de Armenia se libra de ellos y amplía sus territorios, mientras los reyes de Atropatene, Albania e Iberia son sus parientes o vasallos.
Al oeste el rey Mitridates VI del Ponto (norte de Asia menor) se hace con Cólquida y el Bósforo Cimerio (Crimea y cercanías), pero entra en conflicto con los romanos con los que sostiene 4 guerras (86-63 a. C.) que termina perdiendo, junto con su aliado Tigranes de Armenia. Los romanos se anexionan el Ponto, colocan un rey vasallo en Cólquida y reducen a Tigranes a Armenia. En adelante hay dos grandes poderes vecinos romanos y partos que envuelven en sus luchas a Armenia y a los otros estados del sur del Cáucaso; en ocasiones los alanos, al norte de la cordillera, la cruzan y devastan varias zonas.
En 113 d. C. el emperador romano Trajano ataca a los partos, recibe la sumisión de Cólquida, coloca un rey vasallo en Albania, se anexiona Armenia, convirtiéndola en provincia romana y conquista Mesopotamia, pero tras su muerte en 117 d. C., sus sucesor Adriano abandona las conquistas.
Hacia el 200 los sármatas son desplazados de Ucrania por godos y hérulos (germanos orientales) que atacan por mar las ciudades costeras del mar Negro, mientras los alanos son parcialmente sometidos hacia el 250 por otro pueblo más oriental, los hunos. En consecuencia cesan los grandes enterramientos sármatas del norte del Cáucaso.
Al sur los partos son sustituidos por sus vasallos los sasánidas en el año 227. Los reyes de Armenia, Iberia y Albania, emparentados con los partos, se les oponen, pero los sasánidas conquistan Armenia en el 238, hacen vasalla a Albania (252) y colocan una dinastía sasánida en Iberia (265). Pero, enfrentados a los romanos, ceden a estos la preponderancia en el sur del Cáucaso (Nísibis 297).

## Edad Media

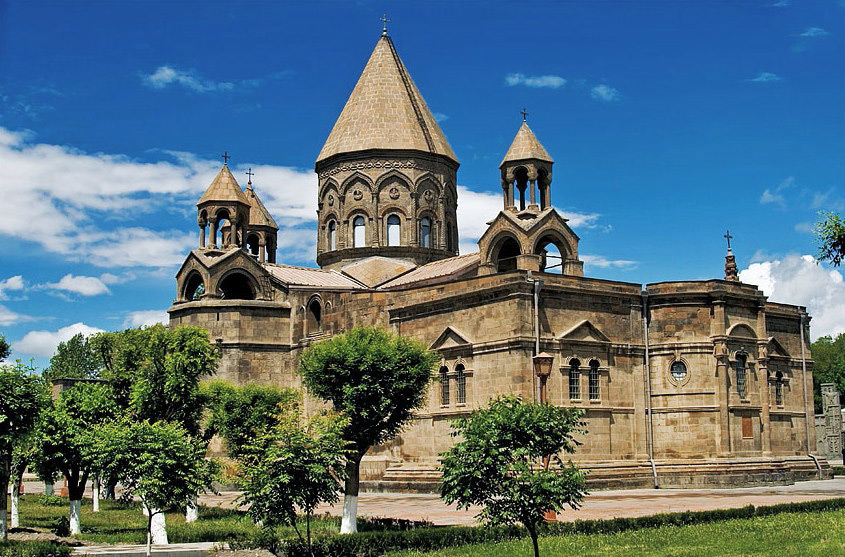
Catedral de Echmiadzin, completada en el 303, centro religioso de Armenia.

Gregorio el Iluminador lleva el cristianismo a Armenia en 294; el rey Tiridates III lo persigue, pero en 301 Gregorio logra la conversión del rey y Armenia se convierte en el primer estado cristiano. Santa Nino lo consigue (328-337) en Iberia, y también Albania cambia el predominio zoroástrico por el cristiano en el siglo IV. Claro que el apoyo decidido del rey de Armenia a la difusión del cristianismo provoca conflictos internos y con los sasánidas defensores del zoroastrismo.
La derrota de los romanos ante los persas en 363 deja a Armenia sin apoyo frente a Sapor II que conquista Armenia (con el apoyo de varios nobles armenios); también se asegura la soberanía sobre Iberia.
Al norte, los hunos someten a los alanos (357), acaban con el estado Sinda y crean un imperio en la Europa oriental, además de atacar por el Cáucaso a los imperios romano y persa (395). Pero en 453-454, tras la muerte de su rey Atila, el Imperio huno se disuelve; los alanos se liberan, y grupos de hunos comparten con ellos el norte del Cáucaso.
Entre tanto romanos y persas acuerdan repartirse Armenia (384); el oeste termina absorbido por los romanos (415/6), y el este por los sasánidas. Es la época (405) en que Mesrop Mashtots crea un alfabeto propio para la lengua armenia.

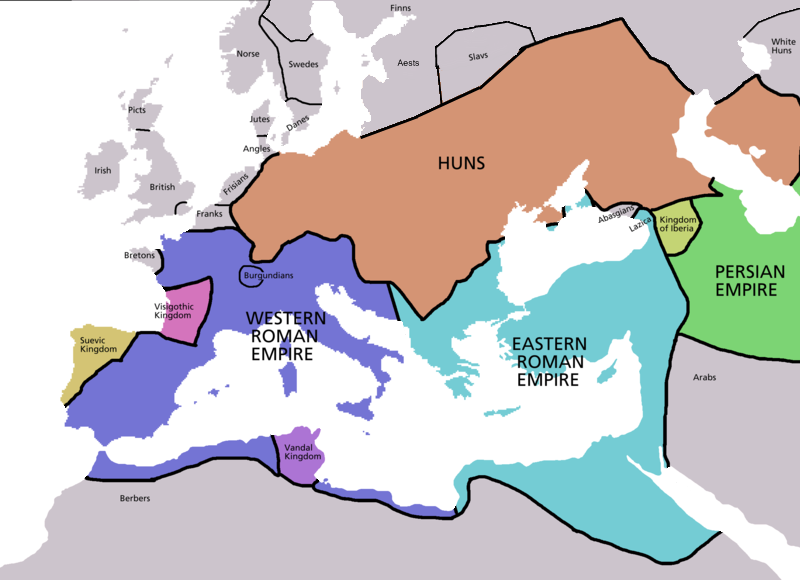
Europa hacia el 450

La presión de los sasánidas en favor del zoroastrismo lleva a rebeliones en el sur del Cáucaso, que son vencidas (451, 481), mientras algunos grupos de judíos emigran al norte del Cáucaso. En Daguestán en cambio, en el siglo V se difunde el cristianismo y nace el estado Sarir (en país Avar). También al norte del Cáucaso se forma (hacia el 505) la federación Sabir de tribus "hunas" que en el 515 ataca a través del Cáucaso a los Imperios romano y persa.
El emperador romano Justiniano tiene que pactar (562) con los persas, entregando dinero y reconociendo su dominio del sur del Cáucaso, a cambio de la devolución de Lázica, para abrir a través de ella una ruta alternativa a la ruta de la seda que pasaba por Persia. También cristianiza Cólquida y la costa del mar Negro; pero el cristianismo oriental está dividido, y el concilio de armenios e iberios en Dvin (554) adopta el monofisismo.
No obstante continúan los conflictos en el sur del Cáucaso y con sus vecinos, mientras al norte aparece un nuevo pueblo de jinetes turcos, los jázaros, que llega hasta Albania (626) y ataca Tiflis (628).

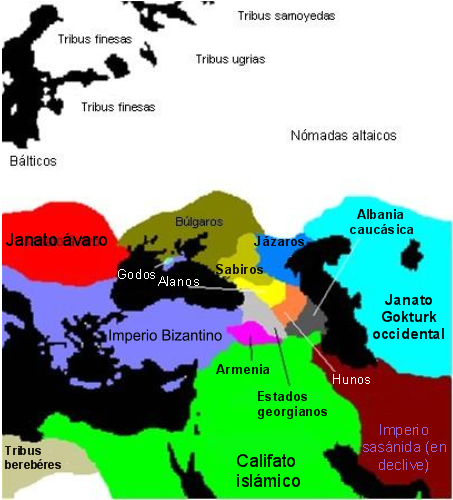

Desde el sur llega la expansión árabe-musulmana, arrollando a romanos y persas; entre 640 y 645 atacan a los jázaros, conquistan Armenia y Albania y hacen dependiente a Georgia. Los árabes no acaban con los jázaros que en el siglo VIII cuentan con ciudades comerciales y cuyos dirigentes acaban convirtiéndose al judaísmo.
Las familias nobles del sur y los gobernadores musulmanes tratan de conseguir la autonomía ante el califa (que va perdiendo poder) y frente a sus vecinos; así se crean (mediados del VIII) un reino de Abjasia y Lázica, un emirato en Tiflis, el shah de Shirvan (861) o los kurdos shaddádidas de Gandja.
Entre 963 y 967 Sviatoslav, príncipe ruso de Kiev destruye a los jázaros, y en 988 otro ruso Mstislav crea un principado en Tmutarakan (que en el siglo XI queda aislado de Rusia por los cumanos); por su parte se consolidan los alanos y la unión de tribus kasog (antecesores de los adigues).
Ashot III Olormadz, tras años de lucha, es reconocido rey de toda Armenia y se instala en Ani, pero tras él († 977) el reino se fracciona; por su parte Bagrat III reunió Georgia con Tao-Klarjeti en 1008/10.
En el siglo XI aparecen por el sur los turcos selyúcidas que derrotan a los armenios (que buscan la protección bizantina), saquean Ani, y conquistan Karabagh (1054/5); aunque su imperio se deshace en varias dinastías como Gandja o Shirvan. No obstante turquifican la antigua Albania.

El reino de Georgia hacia 1200

David IV de Georgia (1089-1123) unifica el país e inicia una época de prosperidad; para lograrlo recluta varios miles de kipchaks, somete a vasallaje a los alanos (1120) que en parte establece en Kartli (origen de los osetios del sur) y transforma al sha de Shirvan en cliente. Uno de sus sucesores, Giorgi II, tiene que hacer frente a la rebelión de los feudatarios a los que somete (1170) mediante concesiones a la aristocracia, la Iglesia y los comerciantes. La reina Tamar (1184-1213) y el rey Jorge III (1213-1223) marcan el apogeo de un gran reino en el que florecen el arte y la literatura, pero cuyos campesinos están oprimidos. Desde Georgia el cristianismo se extiende a alanos y circasianos; pero en Daguestán los avar y los kumik empiezan a adoptar el islam sunní shafi'i, y el kanato musulmán de Avaristan sustituye al estado cristiano-ortodoxo de Sarir. 
En 1220-21 una expedición mongola atraviesa desde el sur el Cáucaso, seguida por ataques (1225,1228) del sah de Corasmia; vuelven los mongoles que conquistan (1235-36) el sur del Cáucaso (Georgia occidental queda como vasalla). Por el norte los mongoles derrotan (1239) a los alanos (destruyendo su capital); su jefe Batu funda (1251) el kanato de la Horda de Oro que domina el norte del Cáucaso, Ucrania y gran parte de Rusia. Otro jefe mongol, Hulagu, crea (1251) el kanato Il sobre el sur del Cáucaso, Irak e Irán. Ambos kanatos luchan entre sí en el Cáucaso (1262-63), adoptan la lengua turca y se islamizan. El kanato Il se fracciona (1336) en varios kanatos, lo que aprovecha Jorge V de Georgia para rechazar a los mongoles y también dominar el sureste del Cáucaso, que la Horda de Oro intenta conquistar (1356, 1359).
Un turco-mongol de Asia Central, Tamerlán, somete el kanato Il e invade varias veces Georgia (1369, 1386, 1403), a la vez que somete a la Horda de Oro (1395); pero muerto en 1405 su imperio se deshace. También se fracciona la Horda de oro en varios kanatos, como el de Crimea en 1430, que en 1449 se declara soberano, con dominio sobre circasianos y cabardinos.

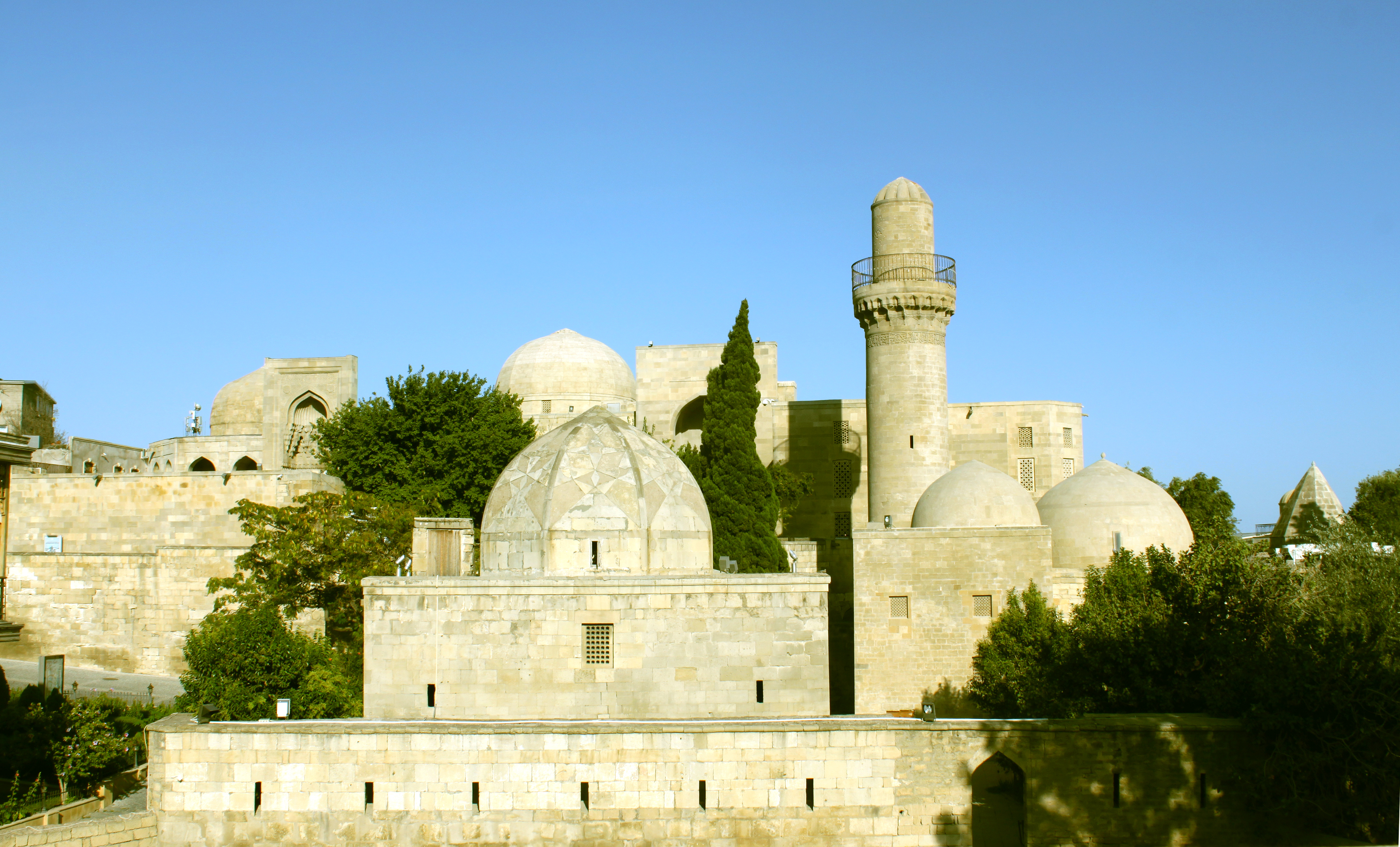
[Palacio de los shahs de Shirvan en Azerbaiyán, siglos XIII-XIV.

Mediados del siglo XV es una época próspera y de vida cultural activa para los circasianos y para Shirvan (que traslada su capital de Shemajá a Bakú), mientras en Daguestán asciende el estado kumik de Tarki y declina el kanato de Avaristán, a la vez que las luchas sucesorias dividen Georgia y que Armenia cae bajo el dominio de grupos turcomanos como el de los Ak Koyunlu. El cristianismo desaparece ante el islam en Azerbaiyán y Daguestán (siglos XIV-XVI).

## Entre rusos, otomanos y persas
El naciente poder otomano llega a Caucasia al conquistar el Imperio de Trebisonda (1461) y someter a vasallaje al kanato de Crimea (1475). Al sureste los safávidas (que habían sido derrotados en 1462 por Shirvan) aumentan su poder y saquean en 1501 Bakú imponiendo el islam chií a los sunníes, hacen incursiones en Georgia, conquistan Armenia a los Ak-koyunlu y proclaman a su líder Ismail sah de Persia en 1502. Otomanos y safávidas acaban chocando (batalla de Chaldiran 1514) y repartiéndose Armenia; tras nuevos choques los safávidas se anexionan Shirvan (1550) y reparten con los otomanos Georgia (1553).
Aislado del oeste, el cristianismo del Cáucaso decae, parte de los abjasios y los lazes (cristianos ortodoxos) se hace musulmán sunní hanafí en el siglo XVI, religión que empieza a difundirse entre cabardinos y chechenos (cristiano-ortodoxos) desde los tártaros de Crimea y los nogayos.
El zar ruso Iván IV el Terrible conquista el kanato de Astrakán y el nordeste del Cáucaso (hasta los ríos Térek y Yegorlik) (1557), instalando allí a cosacos; el gran príncipe de Kabarda pacta con el zar, que se casa con una hija del príncipe.
Entre 1577 y 1588 son los otomanos (con sus vasallos de Crimea) quienes recorren el Cáucaso hasta la costa del Caspio obligando al sah de Persia a renunciar (1590) ante ellos a parte de Daguestán, el sur del Cáucaso y las provincias occidentales de Irán. Pero el sah Abbas I el Grande reorganiza el ejército persa (incluyendo armenios y georgianos, como los que deporta a su capital Isfahán) y en 1602-1606 recupera casi todo lo perdido (hasta Derbent) quedando Georgia y Armenia repartida entre las dos potencias y el kanato Avar independiente.
Un incidente en Shemaka lleva al zar ruso Pedro I a atacar (1722-23) a Persia que cede toda la costa oeste y sur del mar Caspio; los otomanos atacan a su vez a los persas para obtener el resto del sur del Cáucaso, pero chocan con la resistencia de los armenios de Karabaj. En 1735 los rusos se retiran de la costa del Caspio (excepto al norte del río Sulak). Siguen guerras entre rusos y otomanos, y entre otomanos y Nadir Sha de Persia (que ha sustituido a la dinastía safávida); en estas guerras se ven envueltos los caucasianos; algunos se mantienen independientes (como el kanato de Avaristán), otros más o menos dependientes según las circunstancias como Kabarda vasalla de Rusia desde 1761, Imereti que se libra del dominio otomano con Salomón I, o los del sureste que se liberan tras la muerte de Nadir Sha en 1747 (como Feth Alí kan de Quba o los reyezuelos armenios de Karabaj.
El islam sunnita hanifita sigue progresando; en los siglos XVII-XVIII lo adoptan en parte los karachais y los balkares, y los georgianos del suroeste (Ajaria, meskhs).
La intervención rusa en Mozdok (Osetia del norte) (1763) provoca la guerra ruso-kabardina (1765-79), que se mezcla con la guerra ruso-turca (1768-1774) que abre a los rusos el mar Negro. En 1783 Rusia se anexiona el kanato de Crimea (y con él las tierras al norte del río Kubán).
La presencia rusa en el Cáucaso tiene un doble efecto: la oposición de los chechenos dirigidos por el jeque Mansur, y la búsqueda de apoyo por parte del rey Erekle II de Georgia oriental que pacta el protectorado ruso (tratado de Georgievsk). En 1795 el sha de Persia ataca la Georgia oriental derrotando al rey Erekle y Rusia acude en su ayuda; pero, aprovechando las rivalidades sucesorias a la muerte del rey Jorge XII, el Imperio ruso se anexiona Georgia oriental en 1801. El Imperio ruso prosigue su avance por el Cáucaso, entrando en guerra con Persia que, derrotada, pierde en la paz de Gulistán (1813) Derbent y la actual república de Azerbaiyán. Otra guerra ruso-turca asegura a Rusia casi toda la Georgia occidental en 1812.

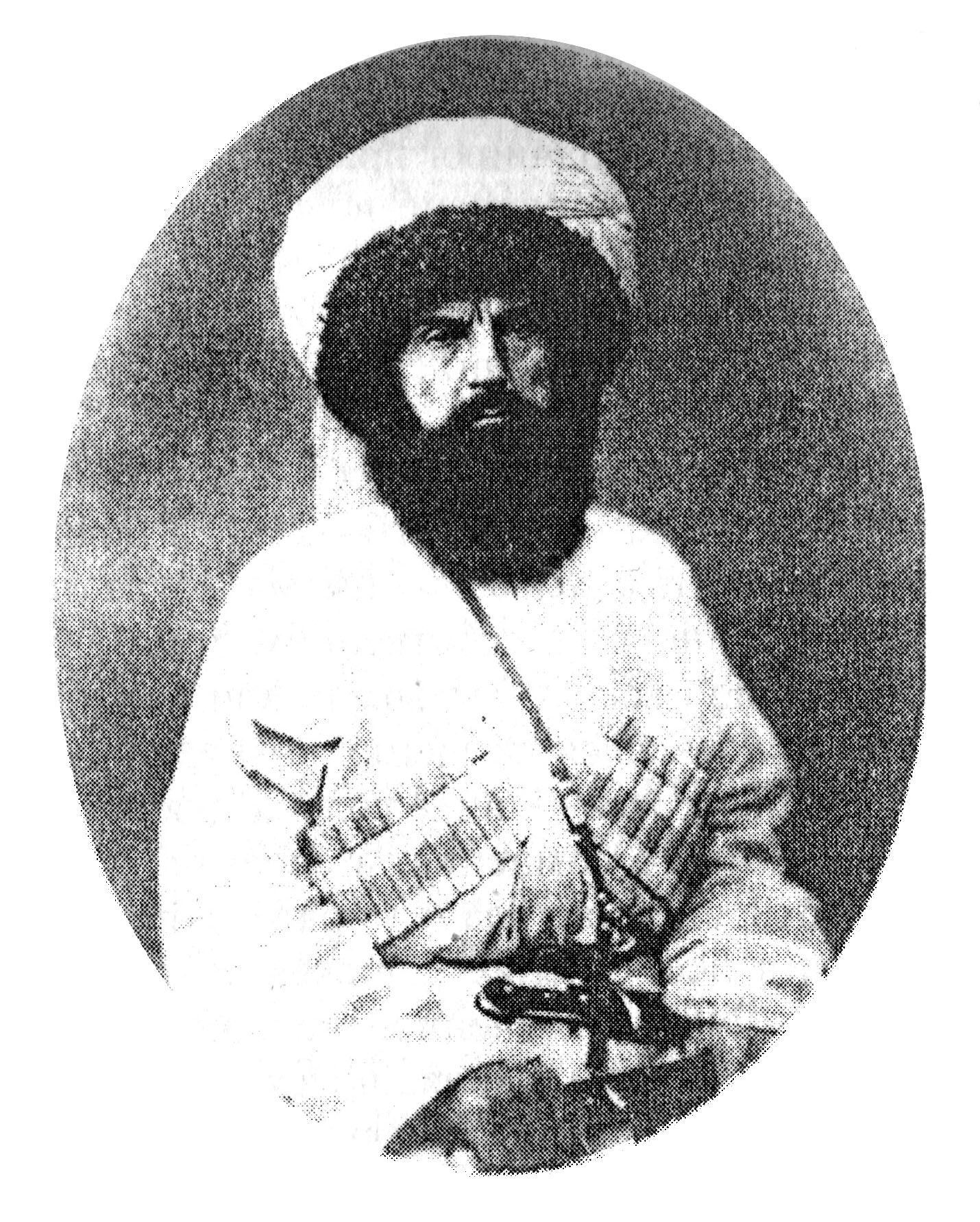
El imán Shamil

Terminadas las guerras napoleónicas el Imperio ruso comienza el sometimiento sistemático de los montañeses caucasianos; en 1822-27 lo logra en Kabardino-Balkaria. Un ataque persa a Karabaj en 1826 es respondido por los rusos que conquistan Ereván y Najichevan. La Guerra Ruso-Turca (1828-1829) proporciona al Imperio ruso lo que le faltaba de la costa oriental del mar Negro y la zona de Samtsje-Javajeti.
En 1844 Rusia crea el virreinato del Cáucaso y va incorporando nuevos territorios; con la campaña 1857-64 contra los montañeses, logra la rendición en 1859 del imán Shamil (líder de chechenos y dagestanos), y el fin de la guerra circasiana en 1864. La victoria rusa se completa con la partida "voluntaria" a territorio otomano de varios cientos de miles de montañeses musulmanes en 1862-64.
La guerra de Crimea y la guerra ruso-turca (1877-1878), a pesar de levantamientos en Chechenia, Dagestan y Abjasia, terminan con la incorporación al Imperio ruso de la zona Adjaria-Artvin-Ardahan-Oltu-Kars.

## El Cáucaso ruso
A pesar de su incorporación al Imperio ruso los pueblos del Cáucaso se mantienen diferenciados; incluso entre los georgianos (cristiano-ortodoxos como los rusos) como Ilia Chavchavadze que en 1877 edita el periódico "Iveria" para renovar la conciencia georgiana. Además hay conflictos sociales, como la rebelión campesina (1841) en Georgia que lleva a la abolición de la servidumbre en 1863-1867.
La economía tradicional cambia en 1872 con la explotación comercial del petróleo en la zona de Bakú (y en 1893 en Chechenia), y con la construcción del ferrocarril Batum-Bakú para unir el mar Negro y el mar Caspio (1883).
La guerra ruso-japonesa desencadena una crisis: huelga de los trabajadores de Bakú contra las compañías petrolíferas (diciembre de 1904), choques entre armenios
y azeríes en la zona Najicheván-Bakú (1905) provocados por medidas antiarmenias del gobierno ruso, o enfrentamiento entre georgianos y cosacos.

Frente turco-ruso

La I Guerra Mundial se extiende al Cáucaso cuando entra en guerra el Imperio otomano (noviembre de 1914); la campaña del Cáucaso consigue un gran avance ruso en territorio otomano (verano de 1916). La enemistad entre turcos y armenios (levantamiento de Van en la primavera de 1915) lleva al Gobierno turco a organizar un "destierro" que provoca la muerte de cientos de miles de armenios.
A primeros de marzo de 1917 estalla en la capital rusa la Revolución de Febrero que provoca la caída del zar. En marzo-abril los nacionalistas georgianos, armenios y azeríes toman el poder en esos países instalando "consejos nacionales", en el noroeste se forma el Gobierno del Kuban, y en mayo-agosto los montañeses (desde karachais a lezguinos) y los cosacos del Térek constituyen la Federación de los Montañeses Caucasianos Unidos.
A primeros de noviembre de 1917 los bolcheviques arrebatan el poder (Revolución de Octubre) al gobierno provisional ruso, y en marzo de 1918 ponen fin a la guerra (Paz de Brest-Litovsk) que lleva la frontera ruso-turca a la de 1877. En la primavera (1918) estalla la guerra civil entre "rojos" (comunistas) y "blancos" (anticomunistas, apoyados por los Aliados).
En abril de 1918 se forma la República Democrática Federal de Transcaucasia, sostenida por mencheviques y nacionalistas georgianos, armenios y azeríes, pero las diferencias entre ellos lleva a la creación (26-28 de mayo) de tres repúblicas democráticas separadas (Georgia, Armenia y Azerbaiyán) (esta última con la capital en Gandja porque en Bakú está la Comuna de Bakú de predominio bolchevique).
Aprovechando la guerra civil, los turcos avanzan por el suroeste; Georgia busca el apoyo de Alemania y se mantiene cediendo Ajaria y Samtsje-Javajeti a Turquía; Armenia queda reducida por el tratado de Batum (junio de 1918) a menos que la actual república. En septiembre los turcos apoyados por los nacionalistas azeríes llegan a Bakú pero en octubre se ven obligados a firmar el armisticio con los aliados y se retiran; aparecen entonces los británicos en Bakú procedentes de Persia; Armenia recupera Kars-Ardahan y Georgia el terreno cedido.
En el norte los "blancos" se imponen a comienzos de 1919 sobre la República Soviética del Norte del Cáucaso y la República de los Montañeses del Norte del Cáucaso y Dagestan. Pero el ejército "rojo-verde" (comunistas y otros no-blancos) resiste a los "blancos" en el noroeste, y los montañeses, dirigidos por Unzun Hayi, se declaran contra los "blancos" y se alían a los "rojos".
A comienzos de 1920 el ejército rojo inicia una ofensiva contra los "blancos", que evacúan el norte del Cáucaso (marzo) por el puerto de Novorossiisk; los "rojos" llegan a Bakú (finales de abril), y pactan el reconocimiento de la república de Georgia (Tratado de Moscú de 1920) (mayo) y de la de Armenia (agosto) (ésta debe aceptar la ocupación del territorio en litigio con la república soviética de Azerbaiyán) (Guerra Armenio-Azerí).
El tratado de Sèvres (agosto de 1920), que sella la paz entre el sultán otomano y los Aliados, crea una Gran Armenia pero el gobierno turco rebelde de Ankara lo rechaza, y los incidentes de Olti provocan en septiembre la Guerra Turco-Armenia con victoria de los turcos, que imponen a los armenios la paz de Gümrü (diciembre); mientras, el ejército soviético entra en Ereván (fines noviembre) para derribar el "gobierno burgués" armenio; en febrero de 1921 los soviéticos ocupan Georgia; y el 16 de marzo de 1921 en el tratado de Moscú (1921), refrendado por el tratado de Kars el 23 de octubre de 1921, turcos y soviéticos establecen la actual frontera turca del Cáucaso.
En la parte turca los nacionalistas turcos se dedican a someter "enérgicamente" los centros de autodefensa armenia; en la parte soviética se reprimen la revuelta de chechenos y daguestanos (1920-21) y el levantamiento anticomunista en Armenia (1921) o en Georgia (1921, 1924).
En 1922 se forma la República Federal Socialista Soviética de Transcaucasia (para agrupar a Georgia, Armenia y Azerbaiyán) que se integra en la URSS. Dentro de la República Socialista Federativa Soviética Rusa se integra la Rep. Soc. Sov. de la Montaña, que en 1924 se escinde en varias repúblicas autónomas. En 1936 se establece una constitución de la URSS que incluye tres repúblicas constituyentes (Georgia, Armenia y Azerbaiyán) en lugar de la R.F.S.S. de Transcaucasia.
Entre abril de 1922 y diciembre de 1929 un georgiano, Iósif V. Dzhugashvili "Stalin", se hace con el poder soviético apartando a sus rivales. El régimen de partido impone una economía dirigida hacia la industrialización y la colectivización agraria, y una represión de las religiones, lo que provoca levantamientos (1929-35).
Durante la II Guerra Mundial en junio de 1941 Alemania ataca a la Unión Soviética, llegando en su ofensiva de verano de 1942 a ocupar la mayor parte del norte del Cáucaso (excepto la parte del mar Caspio), pero tiene que evacuarlo en el invierno de 1943 (la península de Tamán en octubre siguiente). Al retirarse los alemanes comienzan (noviembre de 1943) las deportaciones al Asia Central soviética de karachais, balkarios, ingusetios y chechenos acusados de colaboración con los alemanes, y se disuelven las repúblicas autónomas (una parte de Ingusetia es entregada a Osetia del Norte).
Durante la II Guerra Mundial Turquía se mantiene neutral, aunque en febrero de 1945 (poco antes del fin en Europa) entra en guerra con Alemania y abre los estrechos del mar Negro, lo que es considerado tardío por la URSS, que en 1946 reclama la devolución de la zona cedida tras la I Guerra Mundial y una revisión del "status" de los estrechos. Los Estados Unidos aplicando la doctrina Truman integran a Turquía en la OTAN (1952), y a Turquía e Irán en la CENTO (1955) convirtiendo el Cáucaso en frontera de la "Guerra Fría".
Muerto (1953) Stalin, se inicia (1956) la "desestalinización" y se rehabilita (1957) a chechenos, ingusetios, balkarios y cabardinos que regresan a sus tierras (no sin roces con los que se han instalado en su ausencia) y recuperan su autonomía.
En 1985 alcanza el liderazgo de la URSS Mijaíl Gorbachov que inicia una etapa de reestructuración y apertura (con el georgiano Shevardnadze como ministro de exterior). Con ello salen a la luz las tensiones internas de la URSS; el soviet del Alto Karabaj (provincia autónoma de mayoría armenia en la R.S.S. de Azerbaiyán) vota (20-2-1988) su unión a la R.S.S. de Armenia provocando (marzo) la crisis armenio-azerí: disturbios anti-armenios en Bakú y Sumgait; el soviet de Osetia del Sur (provincia autónoma de Georgia) decide (10-11-1989) unirse a Osetia del Norte (en la R. S. Federativa S. Rusa), pero las autoridades georgianas revocan la decisión.
Las primeras elecciones parlamentarias en la URSS con varios candidatos se producen el 26-3-1989, pero en abril se reprime violentamente un mitin pacífico en Georgia, y en enero de 1990 hay choques entre azeríes y fuerzas soviéticas con varios muertos.
En marzo de 1990 empiezan a declararse independientes las repúblicas soviéticas (incluida la propia Rusia en junio); también lo hacen algunas repúblicas autónomas: Abjasia en agosto y Osetia del Sur en septiembre se independizan de Georgia (y Osetia del Sur busca el apoyo ruso cuando en enero de 1991 el conflicto con Georgia se transforma en guerra). En abril de 1991 Georgia se declara independiente, a fines de agosto lo hace Azerbaiyán y en septiembre Armenia; en otoño los territorios autónomos del norte del Cáucaso se declaran soberanos (buscando el "status" de las repúblicas del sur) y el 1 de noviembre el presidente Dzhokar Dudayev proclama la independencia de Chechenia.
Tras un fracasado intento de golpe de estado (agosto de 1991) y en medio del caos económico y político consiguiente, la URSS se disuelve formalmente el 2-12-1991, y el 21-12-1991 se crea la Comunidad de Estados Independientes (CEI) (a la que no se adhiere Georgia).

## El Cáucaso Contemporáneo

División política del Cáucaso.

La era post-soviética comienza en Georgia con un golpe de estado (21-12-1991) contra el presidente Gamsajurdia, que lleva a la guerra civil, la huida del presidente a Chechenia y la toma del poder por los rebeldes (2-1-1992) que eligen a Shevardnadze.
Ese mismo invierno arrecia la guerra del Alto Karabaj; la pérdida azerí de Shusha (marzo de 1992) lleva al cambio de Mutallibov por Elchibey en la presidencia de Azerbaiyán (junio); pero cuando en la primavera de 1993 los armenios conquistan hasta el 14 % del territorio azerí y hay una rebelión militar, es Elchibey quien tiene que dejar el poder a Heydar Aliyev. Por fin en mayo de 1994 se llega al cese el fuego.
Los chechenos dirigidos por su presidente Dudáyev no aceptan la Federación Rusa, lo que sí hacen los inguses que se separan formando su república en la federación, y que intentan recuperar su antiguo territorio en Osetia del Norte perdido en la II Guerra Mundial, Prigorodny, pero los osetios (octubre-noviembre de 1992) expulsan a los inguses.
Por su parte los osetios del sur aprovechan la situación de Georgia y deciden su separación para unirse a Osetia del Norte y a la Federación Rusa (enero de 1992), estallando la guerra con los georgianos hasta el alto el fuego en el verano. En julio es Abjasia la que se separa de Georgia (guerra de Abjasia (1992-1993); las fuerzas georgianas ocupan la capital, Sujum, en agosto, pero los rebeldes, con apoyo desde otras regiones del Cáucaso, les obligan a abandonar la región en septiembre de 1993 (y con ellos miles de georgianos). Entretanto (24-9-1993) vuelve el expresidente Gamsajurdia reanudando la guerra civil georgiana; en noviembre
Shevardnadze trata con Rusia y logra dominar la rebelión y parar la guerra de Abjasia en diciembre; además se une a la Comunidad de Estados Independientes.
Rusia decide dominar a la rebelde Chechenia y estalla la primera guerra chechena (noviembre de 1994); los bombardeos rusos destruyen una gran parte de Grozny y el presidente Dudáyev se retira, pero los rusos terminan siendo derrotados en 1996. En 1999 una "invasión" de Dagestán por islamistas radicales (chechenos entre ellos) para fundar una república islámica, provoca el estallido de la segunda guerra chechena; los chechenos se ven obligados a replegarse ante el ejército ruso y pasan a la guerra de guerrillas.
En Georgia la protesta a causa de las elecciones de noviembre de 2003 provoca la "revolución de las rosas" (enero de 2004) que lleva al poder a Mijaíl Saakashvili; éste se orienta hacia Occidente y se impone en la autónoma Adjaria, pero no en Abjasia ni Osetia del Sur.
En el conflicto checheno adquieren notoriedad los radicales islamistas, como el grupo de Shamil Basáyev, al que se atribuyen el secuestro de un teatro de Moscú (octubre de 2002) y el secuestro de una escuela de Beslán (septiembre de 2004) acabados trágicamente.
La necesidad del petróleo del mar Caspio lleva a la inauguración (mayo de 2005) del oleoducto BTC que lleva el petróleo desde Bakú pasando por Tiflis hasta el puerto turco de Ceyhan en el Mediterráneo (otro oleoducto, WREP, lo lleva hasta Supsa en la costa georgiana del mar Negro); se establece así un "corredor caucásico" por el que el petróleo llega a Occidente sin pasar por Rusia. El corredor evita Armenia, aliado de Rusia, lugar de retirada de las fuerzas rusas al abandonar las bases georgianas de Batum y Ajaltsije según el acuerdo de 2005.
Sintiéndose apoyada por Occidente, Georgia intentó recuperar Osetia del Sur, pero fue derrotada por la intervención rusa (guerra de Osetia del Sur de 2008) en agosto.